# Differenzenmenge
Eine Differenzenmenge der Ordnung n (englisch: perfect difference set) ist in der endlichen Geometrie eine Menge von {\displaystyle n+1} natürlichen Zahlen, aus der sich eine eindeutige projektive Ebene erzeugen lässt. James Singer konnte in den 1930er Jahren beweisen, dass jede endliche desarguessche Ebene von einer Differenzenmenge abstammt. Diese Tatsache ist eine der Aussagen des Satzes von Singer, der darüber hinaus besagt, dass jede endliche desarguessche projektive Geometrie einen Singer-Zyklus besitzt. Es wird vermutet, ist aber (2012) noch nicht bewiesen, dass genau die desarguesschen endlichen Ebenen von einer Differenzenmenge abstammen.

## Definitionen
Es sei n eine natürliche Zahl. Eine Menge {\displaystyle {\mathcal {D}}} von natürlichen Zahlen heißt eine Differenzenmenge der Ordnung n, falls gilt
1. {\displaystyle {\mathcal {D}}} enthält genau {\displaystyle n+1} Elemente,
2. jede natürliche Zahl {\displaystyle m\in \{1,2,3,\ldots ,n^{2}+n\}} lässt sich auf genau eine Weise schreiben als {\displaystyle m\equiv d_{1}-d_{2}\mod (n^{2}+n+1)} mit {\displaystyle d_{1},d_{2}\in {\mathcal {D}}.}

Die zweite Bedingung lässt sich formal abschwächen. Sei {\displaystyle \Delta ({\mathcal {D}})=\{(d,d)|d\in {\mathcal {D}}\}} die Diagonale in {\displaystyle {\mathcal {D}}^{2}}. Dann ist die 2. Bedingung zunächst gleichwertig zu der abstrakter formulierten Bedingung
(2a) Die Abbildung {\displaystyle \delta :{\mathcal {D}}^{2}\setminus \Delta ({\mathcal {D}})\rightarrow \{1,2,3,\ldots ,n^{2}+n\}:(d_{1},d_{2})\mapsto d_{1}-d_{2}\mod (n^{2}+n+1)} ist bijektiv.
Da für eine Menge {\displaystyle {\mathcal {D}}}, die der 1. Bedingung gemäß {\displaystyle n+1} Elemente enthält, die Menge {\displaystyle {\mathcal {D}}^{2}\setminus \Delta ({\mathcal {D}})} der Paare unterschiedlicher Zahlen immer {\displaystyle (n+1)^{2}-(n+1)=n^{2}+n} Elemente enthält, ist die Definitionsmenge von {\displaystyle \delta } immer gleichmächtig zur Zielmenge, daher sind für diese Abbildung Surjektivität, Injektivität und Bijektivität gleichwertige Forderungen und die 2. Bedingung kann durch
(2b) „Für {\displaystyle d_{1},d_{2}\in {\mathcal {D}},d_{1}\neq d_{2}} sind die Differenzen {\displaystyle d_{1}-d_{2}\mod (n^{2}+n+1)} paarweise verschiedene Zahlen (mit anderen Worten: {\displaystyle \delta } ist injektiv).“ oder durch
(2c) „Jede natürliche Zahl {\displaystyle m\in \{1,2,3,\ldots ,n^{2}+n\}} tritt modulo {\displaystyle n^{2}+n+1} als Differenz {\displaystyle d_{1}-d_{2}\;(d_{1},d_{2}\in {\mathcal {D}})} auf (mit anderen Worten: {\displaystyle \delta } ist surjektiv).“
ersetzt werden.

### Reduzierte Differenzenmenge
- Ist {\displaystyle {\mathcal {D}}} eine Differenzenmenge der Ordnung {\displaystyle n}, dann sind auch die {\displaystyle n^{2}+n+1} verschiedenen Mengen {\displaystyle {\mathcal {D}}+i=\{d+i\mod (n^{2}+n+1)|d\in {\mathcal {D}}\}} für beliebige {\displaystyle i\in \{0,1,2,\ldots ,n^{2}+n\}} solche Differenzenmengen.
- Jede Differenzenmenge {\displaystyle {\mathcal {D}}} der Ordnung {\displaystyle n} enthält genau zwei verschiedene Elemente {\displaystyle d_{1},d_{2}} mit {\displaystyle d_{1}+1\equiv d_{2}\mod (n^{2}+n+1).} Dann ist {\displaystyle {\mathcal {D}}-d_{1}=\{0,1,\ldots k_{n+1}\}} ebenfalls eine solche Differenzenmenge.

Singer verwendet Differenzenmengen, die 0 und 1 enthalten und deren Elemente alle in {\displaystyle \{0,1,2,\ldots ,n^{2}+n-1\}} liegen, als Normalformen für Differenzenmengen und  bezeichnet eine solche Differenzenmenge dann als reduzierte Differenzenmenge (englisch: reduced perfect difference set). Beutelspacher und Rosenbaum verwenden als Normalenform Mengen, die 1 und 2 enthalten und deren Elemente alle in {\displaystyle \{1,2,3,\ldots ,n^{2}+n\}} liegen, ohne dafür eine gesonderte Bezeichnung einzuführen. Es gilt:
Falls eine Differenzenmenge der Ordnung {\displaystyle n} existiert, dann existiert auch eine solche, die 0 und 1 enthält (also eine reduzierte Differenzenmenge), der Ordnung {\displaystyle n}.

## Eigenschaften und Bedeutung

### Projektive Ebene
Ist {\displaystyle {\mathcal {D}}} eine Differenzenmenge der Ordnung {\displaystyle n\geq 2}, dann ist die folgendermaßen definierte Geometrie {\displaystyle \mathop {\mathrm {P} } ({\mathcal {D}})} eine projektive Ebene der Ordnung {\displaystyle n}:
1. Die Punktmenge ist die Menge {\displaystyle {\mathfrak {P}}=\{0,1,2,3,\ldots ,n^{2}+n\}\subseteq \mathbb {N} _{0}} von natürlichen Zahlen,
2. die Geradenmenge {\displaystyle {\mathfrak {G}}} besteht aus den Teilmengen {\displaystyle {\mathcal {D}}+i\subseteq {\mathfrak {P}},\quad i\in \{0,1,2,\ldots ,n^{2}+n\}},
3. die Inzidenzrelation {\displaystyle I\subseteq ({\mathfrak {P}}\times {\mathfrak {G}})\cup ({\mathfrak {G}}\times {\mathfrak {P}})} von {\displaystyle \mathop {\mathrm {P} } ({\mathcal {D}})} ist die mengentheoretische Enthaltenrelation zusammen mit ihrer Umkehrung: {\displaystyle I={\in \cup \ni }.}

Man sagt dann: Die so definierte projektive Ebene {\displaystyle \mathop {\mathrm {P} } ({\mathcal {D}})=({\mathfrak {P}},{\mathfrak {G}},I)} „stammt von der Differenzenmenge {\displaystyle {\mathcal {D}}}“ ab.

### Singer-Zyklus, Satz von Singer
Sei {\displaystyle \kappa } eine Kollineation auf einer endlichen projektiven Geometrie. Wenn {\displaystyle \kappa } die Punkte und Hyperebenen der Geometrie zyklisch permutiert, das heißt im Falle einer endlichen Ebene {\displaystyle ({\mathfrak {P}},{\mathfrak {G}},I)} der Ordnung {\displaystyle n}: wenn für beliebige {\displaystyle A\in {\mathfrak {P}},g\in {\mathfrak {G}}} gilt
{\displaystyle {\begin{array}{rrclcl}(1)\quad &{\mathfrak {P}}&=&\{\kappa ^{i}(A)&|&i\in \{1,2,3,\ldots ,n^{2}+n+1\}\}\quad {\mathrm {und} }\\(2)\quad &{\mathfrak {G}}&=&\{\kappa ^{i}(g)&|&i\in \{1,2,3,\ldots ,n^{2}+n+1\}\}\end{array}}}
dann heißt die von {\displaystyle \kappa } erzeugte Kollineationsgruppe {\displaystyle \langle \kappa \rangle } ein Singer-Zyklus der Geometrie, speziell der Ebene.
Der Satz von Dembowski-Hughes-Parker besagt, dass eine Gruppe von Kollineationen einer projektiven Geometrie genau dann auf der Punktmenge transitiv operiert, wenn sie auf der Menge der Hyperebenen transitiv operiert. Daraus folgt, dass die geforderten Eigenschaften (1) und (2) für zyklische Kollineationsgruppen auf einer Ebene äquivalent sind.
Die folgenden Aussagen werden als Satz von Singer bezeichnet:
1. Jede endliche, desarguessche, projektive Geometrie besitzt einen Singer-Zyklus. Dieser kann so gewählt werden, dass er sogar nur aus Projektivitäten besteht.[7]
2. Eine endliche projektive Ebene besitzt genau dann einen Singer-Zyklus, wenn sie isomorph zu einer von einer Differenzenmenge abstammenden Ebene ist.[8]

Ist {\displaystyle \mathop {\mathrm {P} } ({\mathcal {D}})=({\mathfrak {P}},{\mathfrak {G}},I)} eine solche Ebene in ihrer oben beschriebenen Darstellung durch die Differenzenmenge {\displaystyle {\mathcal {D}}}, dann ist
{\displaystyle \kappa :{\mathfrak {P}}=\{0,1,2,3,\ldots ,n^{2}+n\}\rightarrow {\mathfrak {P}};\quad x\mapsto x+1\mod (n^{2}+n+1)}
eine Kollineation der Ordnung {\displaystyle n^{2}+n+1}, die somit einen Singer-Zyklus erzeugt.

### Konstruktion von Singer-Zyklen auf einer desarguesschen Geometrie
Jede desarguessche projektive Geometrie endlicher Ordnung ist isomorph zu einem {\displaystyle d}-dimensionalen projektiven Raum {\displaystyle \mathbb {P} ^{d}(K)} über einem endlichen Körper {\displaystyle K=\mathbb {F} _{q}}. Der Koordinatenvektorraum {\displaystyle V} von {\displaystyle \mathbb {P} ^{d}(K)} ist als {\displaystyle K}-Vektorraum isomorph zu dem endlichen Körper {\displaystyle L=\mathbb {F} _{q^{d+1}}}. Die multiplikative Gruppe {\displaystyle (L^{\ast },\cdot )} ist zyklisch, also existiert ein erzeugendes („primitives“) Element {\displaystyle \xi \in L} dieser Gruppe, mit dem {\displaystyle \langle \xi \rangle =L^{\ast }} gilt. Die Abbildung
{\displaystyle \Xi :K^{d+1}\rightarrow K^{d+1}:\quad v\mapsto \xi \cdot v}
ist ein {\displaystyle K}-Vektorraumautomorphismus. Nach Wahl einer Punktbasis in {\displaystyle \mathbb {P} ^{d}(K)} kann dieser Automorphismus als Koordinatendarstellung einer Projektivität angesehen werden. Da {\displaystyle \Xi } transitiv auf {\displaystyle V^{\ast }\cong \left(K^{d+1}\right)^{\ast }} operiert,  operiert auch die dadurch dargestellte Projektivität transitiv auf der Punktmenge von {\displaystyle \mathbb {P} ^{d}(K)} und erzeugt daher einen Singer-Zyklus dieser projektiven Geometrie.

## Beispiele

Die Abbildung zeigt die Fano-Ebene und eine Projektivität c der Ordnung 7 (rot), die einen Singer-Zyklus erzeugt. Die Punkte (schwarz) sind so nummeriert, dass dieses Modell der Fano-Ebene von der Differenzenmenge abstammt, die Nummern der Geraden (blau) sind i aus der Geradendarstellung

- Die Menge {\displaystyle {\mathcal {D}}_{2}=\{1,2,4\}} ist eine Differenzenmenge der Ordnung 2, denn die sämtlichen Differenzen von verschiedenen Elementen {\displaystyle d_{1},d_{2}\in {\mathcal {D}}_{2}} lauten (modulo 7):

{\displaystyle {\begin{array}{rcl|rcl|rcl}1-2&\equiv &6&1-4&\equiv &4&2-4&\equiv &5\\2-1&\equiv &1&4-1&\equiv &3&4-2&\equiv &2\end{array}}}
Die 7 Geraden der projektiven Ebene zu dieser Differenzenmenge lauten, vergleiche auch die Abbildung rechts:
{\displaystyle {\begin{array}{rcl|rcl|rcl}{\mathcal {D}}_{2}+0&=&\{1,2,4\}&{\mathcal {D}}_{2}+1&=&\{2,3,5\}&{\mathcal {D}}_{2}+2&=&\{3,4,6\}\\{\mathcal {D}}_{2}+3&=&\{4,5,0\}&{\mathcal {D}}_{2}+4&=&\{5,6,1\}&{\mathcal {D}}_{2}+5&=&\{6,0,2\}\\{\mathcal {D}}_{2}+6&=&\{0,1,3\}&\end{array}}}
Die Ebene ist isomorph zur Fano-Ebene.
- Die Mengen {\displaystyle {\mathcal {D}}_{3}=\{1,2,4,10\}} bzw. {\displaystyle {\mathcal {D}}_{4}=\{1,2,5,15,17\}} sind Differenzenmengen der Ordnung 3 bzw. 4.
- Die Menge {\displaystyle {\mathcal {D}}_{5}=\{0,1,3,8,12,18\}} ist eine reduzierte Differenzenmenge der Ordnung 5.
- Da zu den Ordnungen 6, 10, 12 und 14 keine projektiven Ebenen existieren, gibt es auch keine Differenzenmengen dieser Ordnungen.
- Der Satz von Bruck-Ryser-Chowla liefert notwendige Bedingungen an die Ordnungen projektiver Ebenen. Natürliche Zahlen, die nach diesem Satz ausgeschlossen sind (Folge A046712 in OEIS), können auch nicht Ordnungen einer Differenzenmenge sein.